# Vishang

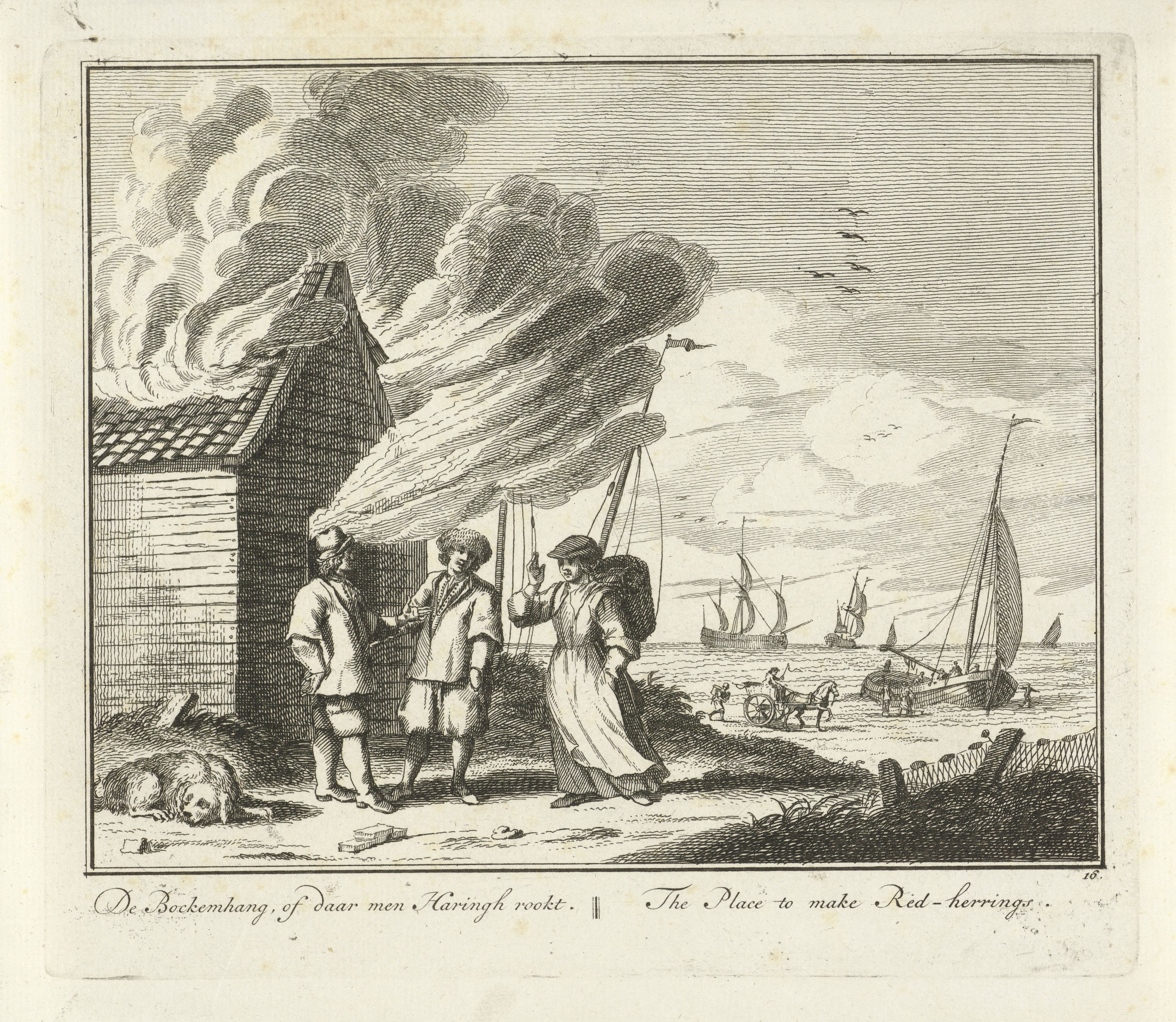
Roken van haring
De Bockemhang, of daar men Haringh rookt

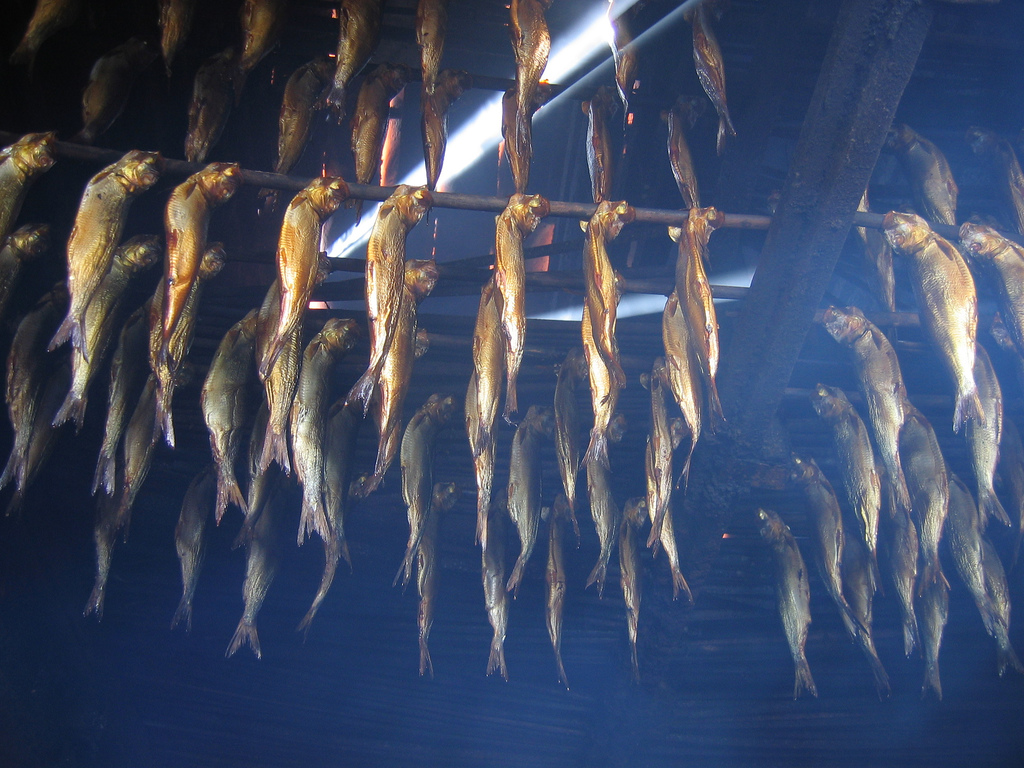
Het roken binnen in de hang

Een vishang is een bouwwerk waar vis in werd gerookt en gedroogd.
Vaak is de hang vernoemd naar het soort vis dat er bewerkt werd. Zo waren er bokkinghangen waar gezouten haringen werden gerookt en gedroogd. In palinghangen werd paling gerookt.
Bokkinghangen waren onder andere te vinden in Amsterdam in de huidige Zeeheldenbuurt, Deventer, Monnickendam, Huizen, Harlingen en Noordwijk. In Huizen staat bij de oude haven nog een oude palinghang die nu als restaurant in gebruik is. Huizen had in de negentiende eeuw een bloeiende haringindustrie. In
ongeveer twintig bokkinghangen werden de haringen verwerkt tot bokkes en geëxporteerd naar Duitsland. Het gehele dorp stond tijdens
de haringcampagne blauw van de rook.
Na de haringcampagne stond het gebouw voor de rest van het jaar leeg en werd gebruikt als opslagplaats. Sommige jaren werden de gebouwen ook gebruikt als ansjovisinleggerij. Maar dat was afhankelijk van de vangst van ansjovis, een vissoort die niet elk jaar
in de Zuiderzee verscheen.